# The Spy (film 1909)
The Spy è un cortometraggio muto del 1909 diretto da Lewin Fitzhamon.

## Trama
Una spia droga un soldato per poter rubare dei piani segreti. Fugge via, inseguito da un uomo a cavallo che gli spara.

## Produzione
Il film fu prodotto dalla Hepworth.

## Distribuzione
Distribuito dalla Hepworth, il film - un cortometraggio di 107 metri - uscì nelle sale cinematografiche britanniche nel luglio 1909.
Si conoscono pochi dati del film che, prodotto dalla Hepworth, fu distrutto nel 1924 dallo stesso produttore, Cecil M. Hepworth. Fallito, in gravissime difficoltà finanziarie, il produttore pensò in questo modo di poter almeno recuperare il nitrato d'argento della pellicola.